# Acleris forsskaleana
Acleris forsskaleana es una especie de polilla del género Acleris, tribu Tortricini, familia Tortricidae. Fue descrita científicamente por Linnaeus en 1758.
Se distribuye por Europa. El período de vuelo ocurre en los meses de julio, agosto y septiembre.

## Descripción
Posee una longitud de 8,5 milímetros y su envergadura es de 12-17 milímetros. Suele ser encontrada en jardines y bosques mixtos y es reconocida por un patrón reticulado en sus alas anteriores.